# Order Narodowy Wietnamu
Order Narodowy Wietnamu (wiet. Anh Dũng Bội Tinh) – order zasługi ustanowiony 15 sierpnia 1950 przez Bảo Đạia, będącego marionetkową głową państwa w latach 1949–1955. Od 1954 funkcjonował jako najwyższe odznaczenie państwowe niepodległej Republiki Wietnamu. Order został zniesiony po wchłonięciu Wietnamu Południowego przez Socjalistyczną Republikę Wietnamu w 1976.

## Charakterystyka
Order wzorowany był na francuskim Orderze Legii Honorowej, zastąpił francuski kolonialny Order Smoka Annamu (zniesiony w 1950) i nadawany za zasługi cywilne lub wojskowe, zarówno obywatelom Wietnamu, jak i obywatelom innych państw.
Był przyznawany w pięciu klasach:
1. Krzyż Wielki – oznaka na wielkiej wstędze przewieszonej przez ramię do boku i gwiazda orderowa po lewej stronie piersi,
2. Wielki Oficer – gwiazda po prawej stronie piersi i oznaka na piersi na wstążce z rozetką,
3. Komandor – oznaka na wstędze na szyi,
4. Oficer – oznaka na piersi na wstążce z rozetką,
5. Kawaler – oznaka na wstążce na piersi bez rozetki.

## Insygnia
Oznakę orderu stanowi gwiazda o pięciu stylizowanych złotych ramionach. Między ramionami znajduje się ornament pokryty zieloną emalią. W czerwono emaliowanym medalionie, otoczonym błękitnym pierścieniem z ornamentem w formie meandra znajduje się stylizowany napis: TỔ QUỐC / TRI ÂN (od wdzięcznej ojczyzny). Poniżej medalionu umieszczony jest wizerunek smoka, również pokryty zieloną emalią. Oznaka łączy się ze wstążką za pomocą ogniwa z motywem smoków, także zielono emaliowanego (z wyjątkiem najniższej klasy).
Gwiazda jest podobna do oznaki orderu, lecz bez emalii i smoka, ze srebrnymi promieniami między ramionami.
Wstążka jest czerwona z żółtymi brzegami.